# Сент-Френсіс (Південна Дакота)
Сент-Френсіс (англ. St. Francis) — місто (англ. town) в США, в окрузі Тодд штату Південна Дакота. Населення — 469 осіб (2020).

## Географія
Сент-Френсіс розташований за координатами 43°8′33″ пн. ш. 100°54′10″ зх. д. / 43.14250° пн. ш. 100.90278° зх. д. (43.142605, -100.902786).  За даними Бюро перепису населення США в 2010 році місто мало площу 0,94 км², уся площа — суходіл.

## Демографія
Згідно з переписом 2010 року, у місті мешкало 709 осіб у 189 домогосподарствах у складі 139 родин. Густота населення становила 756 осіб/км².  Було 211 помешкання (225/км²).
Расовий склад населення:
| - 93,8 % — корінних американців - 5,1 % — білих - 0,4 % — чорних або афроамериканців |

До двох чи більше рас належало 0,7 %. Частка іспаномовних становила 1,8 % від усіх жителів.
За віковим діапазоном населення розподілялося таким чином: 38,8 % — особи молодші 18 років, 56,7 % — особи у віці 18—64 років, 4,5 % — особи у віці 65 років та старші. Медіана віку мешканця становила 24,1 року. На 100 осіб жіночої статі у місті припадало 107,3 чоловіків;  на 100 жінок у віці від 18 років та старших — 97,3 чоловіків також старших 18 років.
Середній дохід на одне домашнє господарство  становив 28 875 доларів США (медіана — 21 250), а середній дохід на одну сім'ю — 30 118 доларів (медіана — 22 125). За межею бідності перебувало 61,5 % осіб, у тому числі 63,8 % дітей у віці до 18 років та 47,4 % осіб у віці 65 років та старших.
Цивільне працевлаштоване населення становило 144 особи. Основні галузі зайнятості: освіта, охорона здоров'я та соціальна допомога — 34,0 %, мистецтво, розваги та відпочинок — 12,5 %, роздрібна торгівля — 10,4 %, публічна адміністрація — 10,4 %.